# Una sombra en la ventana
Una sombra en la ventana es una película española de intriga de 1944, escrita y dirigida por Ignacio Iquino y protagonizada en los papeles principales por Manuel Luna, Ana Mariscal y María Martín.
Está basada en la novela homónima de Cecilio Benítez de Castro.
Por su papel en la película, Ana Mariscal fue galardonada con la medalla del Círculo de Escritores Cinematográficos, ex-aequo con Mary Delgado por el film El fantasma y Doña Juanita.

## Sinopsis
En una ciudad española se ha cometido un crimen, y María Luisa se convertirá en la víctima principal del mismo.

## Premios
Primera edición de las Medallas del Círculo de Escritores Cinematográficos
| Categoría              | Nominados    | Resultado |
| ---------------------- | ------------ | --------- |
| Mejor actriz principal | Ana Mariscal | Ganadora  |

## Reparto
- Ana Mariscal como	Beatriz Ródenas / Silvia Gloria
- Adriano Rimoldi como Luis Carvajal
- Manuel Luna como	Rodrigo Abril
- Jesús Tordesillas como Pedro Alar
- María Martín como	María Luisa Goya
- Teresa Idel como Doña Carmen
- Francisco Melgares como Chófer